# Gonzaguinha
Pour les articles homonymes, voir Nascimento.
 (novembre 2023).
Si vous disposez d'ouvrages ou d'articles de référence ou si vous connaissez des sites web de qualité traitant du thème abordé ici, merci de compléter l'article en donnant les références utiles à sa vérifiabilité et en les liant à la section « Notes et références ».
Gonzaguinha, né Luiz Gonzaga do Nascimento Júnior (Rio de Janeiro, 22 septembre 1945 - Renascença, 29 avril 1991), est un chanteur et un compositeur brésilien.

## Biographie
Né à Rio de Janeiro le 22 septembre 1945, Gonzaguinha était un enfant de la balle : son père Luiz Gonzaga do Nascimento était musicien et sa mère, Odaleia Guedes dos Santos, morte à l’âge de quarante-six ans de la tuberculose, était chanteuse au Dancing Brasil. Le petit Luiz fut ensuite élevé par ses parrain et marraine Dina et Xavier. À quatorze ans, il écrivit sa première chanson Lembranças da Primavera. En 1961, il retourna vivre avec son père, dans le quartier carioca de Cocotà pour étudier.
Il est alors inscrit à l'université Cândido Mendes Ari Fontera de Rio de Janeiro ; c'est aussi à cette époque qu'il fréquente la maison d’un psychiatre, le docteur Aluízio Porto Carrero, où il rencontre celle qui deviendra sa première femme, Ângela (avec laquelle il aura deux fils, Daniel et Fernanda) et Ivan Lins. Avec lui, il fonda le MAU, ou Movimento Artístico Universitário, et s’y lie d'amitié avec d’autres artistes : Aldir Blanc, Márcio Proença, Paulo Emílio e César Costa Filho. Ce mouvement a une grande importance dans la musique brésilienne des années 1970 et 1980 et sur la Rede Globo.
Il était toujours critique envers la dictature des années 1960, 1970 et 1980. Pour cette raison, dix-huit de ses soixante-douze chansons ont été censurées. Ses chansons sont aussi chantées par Maria Bethânia, Simone, Elis Regina (Redescobrir et Ciranda de Pedra), Raimundo Fagner et Joanna.
Dans les années 1980, il se remarie avec Louise Margarete, et c’est avec cette seconde épouse qu’il a son autre fille, prénommée Marianna.
Il meurt le 29 avril 1991, après un spectacle à Pato Branco, Paraná, à la suite d'un accident de voiture, sur le chemin de Renascença, à Marmeleiro.

## Discographie
- Parada obrigatória para pensar, (1970), Compacto Simples Forma/Philips
- Um abraço terno em você, viu mãe, (1970), Compacto Simples Forma/Philips
- Africasiamerica/Por um segundo, (1971), Compacto Simples Forma/Philips
- Felícia/Plano sensacional/Sanfona de prata, (1971), Compacto Duplo Forma/Philips
- Comportamento geral/Um sorriso nos lábios, (1972), Compacto Simples Odeon
- Luiz Gonzaga Jr. (1973), LP/CD Odeon
- Luiz Gonzaga Jr. (1974), LP/CD Odeon
- Os senhores da terra (antologia 1975), LP Museu da Imagem e do Som
- Plano de vôo, (1975), LP/CD EMI/Odeon
- Começaria tudo outra vez, (1976), LP/CD EMI/Odeon
- Moleque Gonzaguinha (1977), LP/CD EMI/Odeon
- Recado, (1978), LP/CD EMI/Odeon
- Gonzaguinha da vida, (1979), LP/CD EMI/Odeon
- De volta ao começo, (1980), LP/CD EMI/Odeon
- A vida do viajante. Com Luiz Gonzaga, (1981), LP/CD EMI/Odeon
- Coisa mais maior de grande pessoa, (1981), LP/CD EMI/Odeon
- Caminhos do coração, (1982), LP/CD EMI/Odeon
- "Alô, alô Brasil", (1983), LP/CD EMI/Odeon
- Grávido, (1984), LP/CD EMI/Odeon;
- Olho de lince/trabalho de parto, (1985), LP/CD EMI/Odeon
- Geral, (1987), LP EMI/Odeon
- Corações marginais, (1988), LP Moleque/WEA
- Luisinho de Gonzaga, (1990), LP WEA/Moleque
- Cavaleiro solitário, (1993), LP/CD Som Livre
- Luiz Gonzaga Jr. - Gonzaguinha, (2001), CD Universal Music

### En duo
- Gonzagão & Gonzaguinha-Juntos. Gonzaguinha e Luiz Gonzaga, (1991), CD BMG/Ariola
- A viagem de Gonzagão e Gonzaguinha. Gonzaguinha e Luiz Gonzaga, (1994), CD EMI/Odeon
- O talento de Gonzaguinha, (1994), CD EMI/Odeon
- Perfil, (2004), CD EMI/Som Livre

### Dédicace
- Simples Saudade, (2001) CD BMG Brasil.